# Plectembolus
Plectembolus is een geslacht van spinnen uit de familie hangmatspinnen (Linyphiidae).

## Soorten
De volgende soorten zijn bij het geslacht ingedeeld:
- Plectembolus biflectus Millidge & Russell-Smith, 1992
- Plectembolus quadriflectus Millidge & Russell-Smith, 1992
- Plectembolus quinqueflectus Millidge & Russell-Smith, 1992
- Plectembolus similis Millidge & Russell-Smith, 1992
- Plectembolus triflectus Millidge & Russell-Smith, 1992